# Stilleben med statyett
Stilleben med statyett (franska: L'Amour en plâtre) är en oljemålning av den franske konstnären Paul Cézanne från 1894–1895. Målningen är utställd på Nationalmuseum i Stockholm. 
Cézanne var känd som stillebenmålare, förutom detta verk målade han till exempel Stilleben med lökar. I Stilleben med statyett avbildas några frukter invid en statyett som står på ett bord. Målningen ger ingen klar uppfattning om det omgivande rummet – i bakgrunden skymtar en öppen spis och till vänster ett fönster. Målningen är utförd med lätta penseldrag och tunt pålagd färg – en teknik som får den att påminna om en akvarell. På flera ställen lyser den ljusa grunderingen igenom. Statyetten på bordet är en gipsavgjutning av en 1600-talsskulptur. Avgjutningen fanns i konstnärens ägo och förekommer i flera av hans målningar, bland annat Nature morte avec amour en plâtre som är i Courtauld Institute of Arts ägo. 

## Relaterade målningar

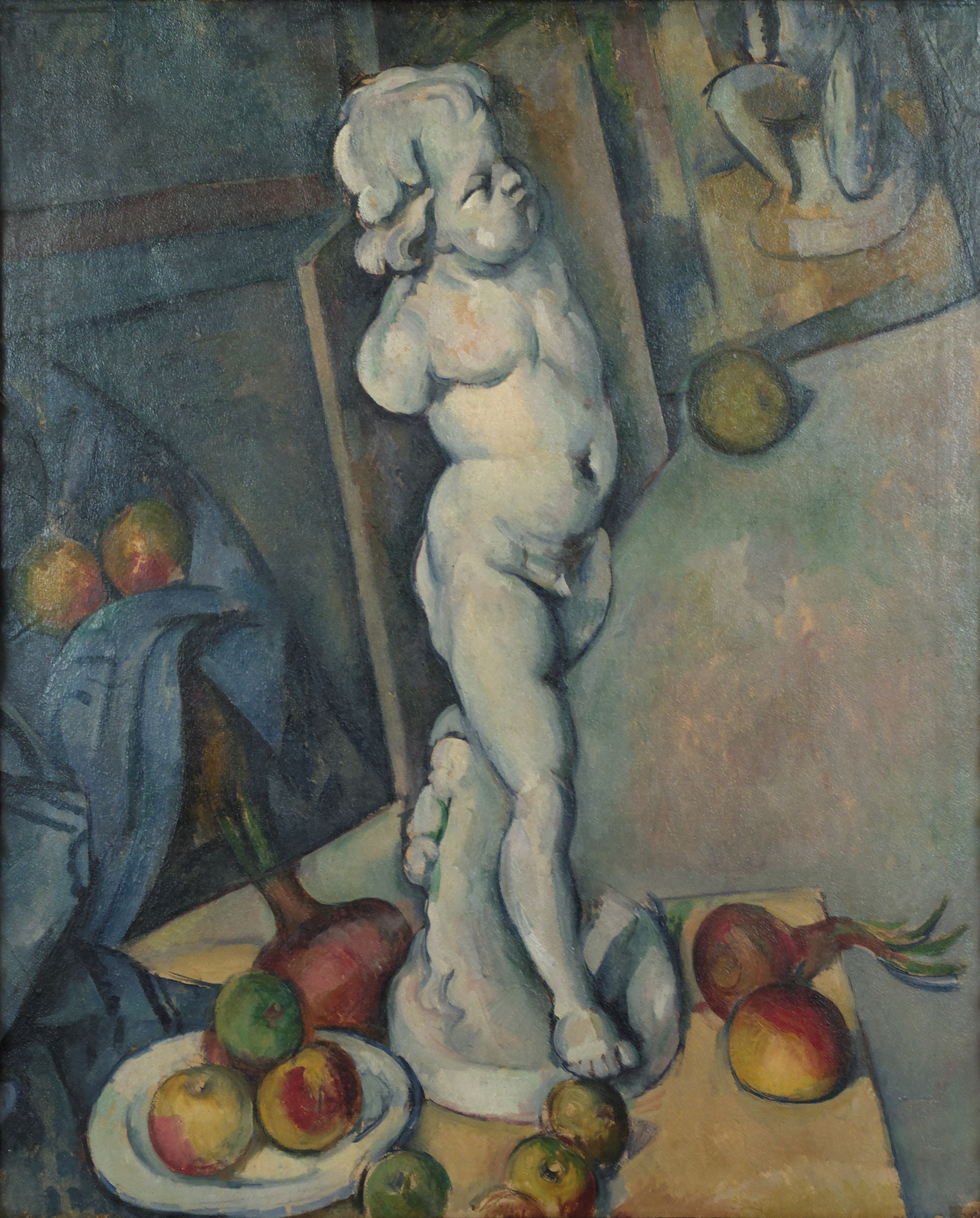
Nature morte avec amour en plâtre (1895) på Courtauld Institute of Art.
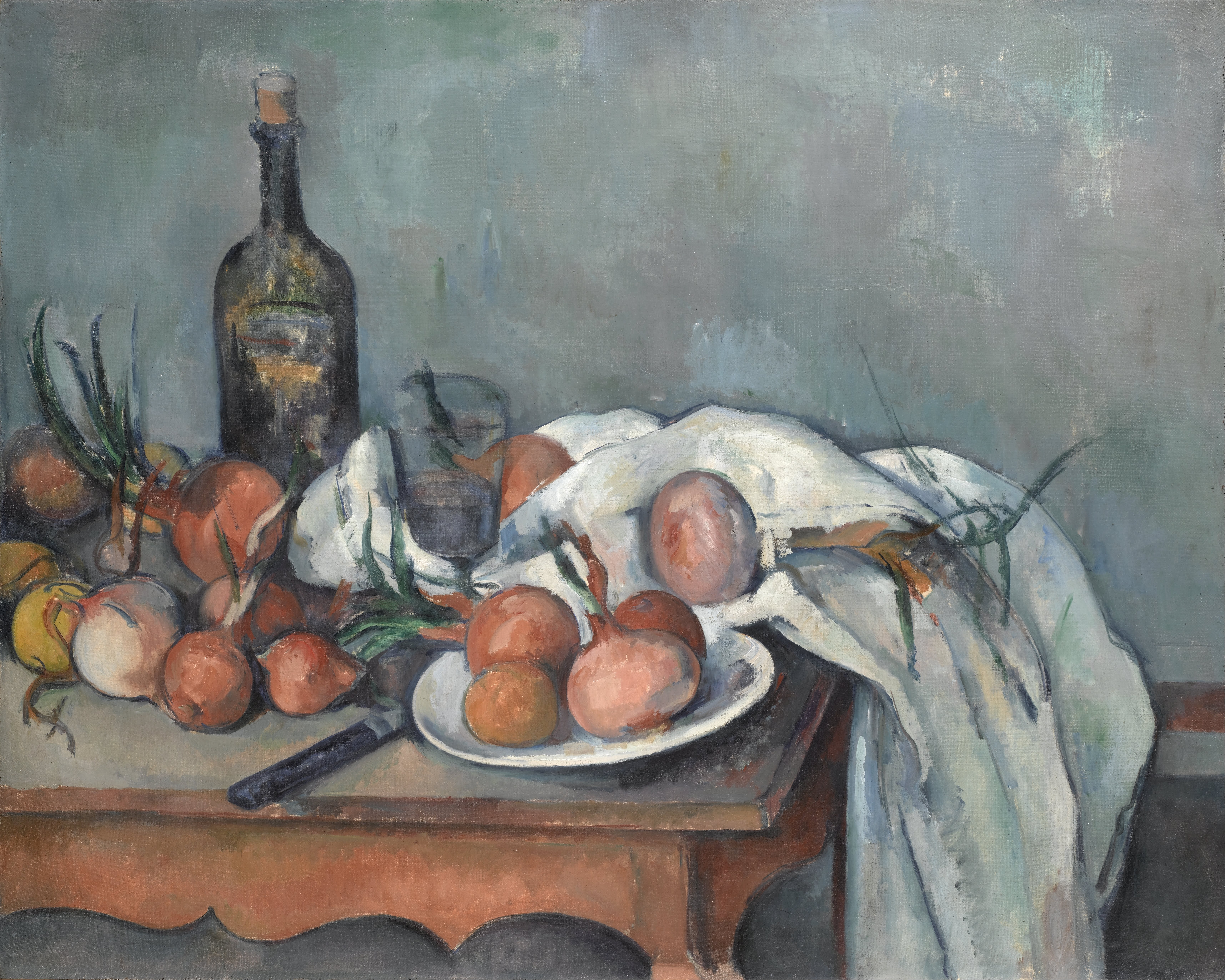
Stilleben med lökar (1898) på Musée d'Orsay.